# Adéu al mascle
Adeu al mascle (títol original: Ciao Maschio) és una pel·lícula franco- italiana, dirigida per Marco Ferreri estrenada el 1978. Ha estat doblada al català.

## Argument
Lafayette (Gérard Depardieu) és un jove electricista que viu a Nova York, però només coneix tres llocs: el Museu de Cera de la Roma Antiga, de Flaxman (James Coco), on treballa, un petit teatre gestionat per feministes, el seu pis en un soterrani infestat de rates. Un matí, observa en el carrer uns individus vestits de blanc, i els pren per desratitzadors. Al teatre, les dones preparen un espectacle en el qual es tracta la violació d'un home. Lafayette, incòmode amb aquests assajos, provoca les actrius que decideixen violar-ho realment. Aquest acte de violència és executat per Angélica (Gail Lawrence) que d'altra banda està enamorada d'ell.
Lafayette s'ocupa igualment d'un grup de vells: Madame Toland (Géraldine Fitzgerald), una vídua, Mirko (Avon Long), un negre, un anarquista italià, Luigi Nocello (Marcello Mastroianni). Els protegeix contra la fauna urbana, acompanyant-los. Ell i els seus companys van sovint a la platja a la riba del  Hudson on descobreixen el cadàver d'un mico immens en cartró-pedra, la carcassa de King Kong, que té en els seus braços un bebè mico que de comú acord bategen Cornélius (Bella). Aquest, després d'haver rebut una identitat cívica gràcies a Luigi, és devorat per les rates del pis de Lafayette. Angélica, embarassada i que s'adona de l'incapacitat de Lafayette d'assumir les seves responsabilitats, ha marxat. Luigi s'ha penjat en el seu petit hort. Lafayette mor cremat en el Museu i neix la seva filla.

## Repartiment
- Gérard Depardieu: Lafayette
- Marcello Mastroianni: Luigi Nocello
- James Coco: Andreas Flaxman
- Mimsy Farmer: membre de la tropa de teatre
- Abigail Clayton: Angélica
- Geraldine Fitzgerald: Mrs.Toland
- Gail Lawrence
- Avon Long: Mirko
- Bella: Cornélius

## Premis i nominacions
- Gran Premi Especial del Jurat al Festival de Cannes el 1978, ex aequo amb The Shout de Jerzy Skolimowski